# Konik pospolity
Konik pospolity (Chorthippus biguttulus) – euroazjatycki, eurytopowy gatunek owada prostoskrzydłego z rodziny szarańczowatych (Acrididae). Jest najpospolitszym z występujących w Polsce prostoskrzydłych. Nie wykazano go jedynie z Tatr. Preferuje trawiaste środowiska kserotermiczne.
Wyróżnione podgatunki:
- Ch. b. biguttulus (Linnaeus, 1758)
- Ch. b. euhedickei Helversen, 1989
- Ch. b. eximius Mishchenko, 1951
- Ch. b. hedickei (Ramme, 1942)
- Ch. b. marocanus Nadig, 1976
- Ch. b. parnassicus Willemse, Helversen & Odé, 2009